# Okroglo, Naklo
Okroglo je naselje v Občini Naklo.